# ألبجورون
ألبجورون (بالإنجليزية: Alpjuhorn)‏ هو أحد جبال سلسلة جبال الألب البرنية وجزء من القمة الأم يقع في كانتون فاليز، سويسرا. يبلغ ارتفاع الجبل حوالي 3144 متر، بينما يبلغ ارتفاع نتوء الجبل 263 متر.